# منتخب لاوس لكرة القدم الشاطئية
يمثل منتخب لاوس لكرة القدم الشاطئية دولة لاوس لكرة القدم الشاطئية ، شارك لأول مرة في بطولة أسيا لكرة القدم الشاطئية في العاصمة القطرية الدوحة عام 2015م ، وخرج من دور المجموعات.